# Ньюман, Ким
Ким Нью́ман, также Нью́мен (англ. Kim Newman; 31 июля 1959 года, Лондон, Великобритания) — английский писатель, кинокритик и журналист, специалист по кинематографу в жанре хоррор и литературе ужасов. Многократный лауреат различных литературных премий в жанре.

## Биография
Ким Ньюман родился в Лондоне, а детство провёл в деревне Эллер в графстве Сомерсет. Другом детства Ньюмана стал будущий писатель (и соавтор) Юджин Бирн. Ким Ньюман много читал, предпочитая фантастическую литературу, и с детства любил фильмы ужасов. Свой первый роман он написал в возрасте пятнадцати лет.
Окончив школу, Ким Ньюман поступил на отделение английского языка и словесности в университет Сассекса.
В 1980 году он вернулся в Лондон, где занимался работой в театре, был автором нескольких постановок. Кроме того, он играл в оркестре «Club Whoopee», выступавшем в лондонских кабаре. Также Ньюман занимался журналистикой, что позволило ему постепенно приобрести определённую репутацию в окололитературных кругах.
После выхода первого критического обзора кинематографа ужасов, написанного в соавторстве с Нилом Гейманом, Ким Ньюман сосредоточился на карьере кинокритика и писателя.

## Творчество

### Серия «Anno Dracula»
В настоящее время наиболее известным и коммерчески успешным проектом Ньюмана является серия романов и рассказов под общим названием «Anno Dracula», созданная на стыке нескольких жанров — альтернативной истории, интеллектуального хоррора и вампирского романа и повествующая об альтернативной реальности, в которой вампир Дракула из одноимённого романа Брэма Стокера захватил власть в викторианской Англии.
На данный момент серия включает романы «Эра Дракулы» (1992), «Кроваво-красный барон» (1995) и «Дракула ча-ча-ча» (1998, также печатался под заглавием «Суд слёзный»), а также несколько рассказов. Официально серия не завершена.

### Под именем «Джек Йовил»
Под псевдонимом «Джек Йовил» Ньюман опубликовал ряд книг по мотивам ролевой игры Warhammer (романы «Драхенфельс», «Твари в бархате» и сборники рассказов «Серебряные коготки» и «Женевьева неумершая», объединённые общей главной героиней — вампиршей Женевьевой Дьедонне). Его перу также принадлежат несколько романов по мотивам игры Dark Future («Крокодиловы слёзы», «Загрузите демона», «Дорога 666» и «Камбэк-тур»).

### Отдельные романы
Также Ким Ньюман является автором нескольких внесерийных романов: «Ночной мэр» (1989), «Дурные сны» (1990), «Яго» (1991), «Кворум» (1994), «Жизнь есть лотерея» (1999), «Время и относительность» (2001). В соавторстве с Юджином Бирном Ньюман написал также романы «Назад в СССР» (1997) и «Дело Британии».

### Рассказы
Рассказы автора собраны в книгах «Необыкновенный доктор Тень и другие рассказы», «Знаменитые чудовища», «Семь звёзд», «Непростительные истории», «Мёртвые ходят быстро», «Там, где закопаны тела» и «Человек из клуба „Диоген“».

### Сценарии и адаптации
Ким Ньюман написал сценарии к фильмам «Английская история о привидениях» и «Пропавшая девушка» (также выступил режиссёром). Его рассказ «Женщина недели» лёг в основу одного из эпизодов канадского телесериала «Голод».

### Нон-фикшн
Ньюман — соавтор (вместе со Стивом Джонсом) двухтомника «Хоррор: 100 лучших книг», а также автор нескольких монументальных критических работ: обзора фильмов ужасов «Страшно, аж жуть» (1985), книг «Кошмарные фильмы: Критический обзор фильмов ужасов с 1986 года» и «Фильмы о Диком Западе». Кроме того, вместе с Полом Макоули Ньюман принял участие в редактировании «Альтернативной антологии по истории музыки».

## Особенности творчества
В своих произведениях Ким Ньюман часто прибегает к постмодернистским играм с читателем, по-новому обыгрывая знакомые сюжеты (преимущественно из сферы массовой культуры) и вставляя в повествование многочисленные отсылки к классическим произведениям литературы ужасов. Ньюман также знаменит тягой к альтернативной истории и любовью к включению в повествование реальных, ныне живущих или же широко известных людей, чьи образы также причудливо преломляются (зачастую не без элементов сатиры).